# Рупърт Френд
Рупърт Френд (на английски: Rupert Friend) е английски театрален и филмов актьор, сценарист и режисьор, носител на награда „Сателит“ и номиниран за „Еми“, две „Британски награди за независимо кино“ и три награди на „Гилдията на киноактьорите“. Известни филми с негово участие са „Гордост и предразсъдъци“, „Младата Виктория“, „Пет дни война“, „Нулевата теорема“ и сериалът „Вътрешна сигурност“.

## Биография
Рупърт Френд е роден на 1 октомври 1981 г. в Стоунсфилд, Оксфордшър. Баща му е бизнесмен, а майка му работи за организация занимаваща се с емиграцията, предоставяне на убежище на имигранти и правата на човека. Рупърт учи първо в „Marlborough School“ в Удсток и в частното училище „d'Overbroeck's“ в Оксфорд. По-късно се записва в престижната Академия по драматично изкуство „Уебър Дъглас“ в Лондон. Преди да се насочи към актьорската професия, Рупърт има желание да стане моряк и да обиколи света на борда на яхта.
От 2005 до 2010 г. има любовна връзка с английската актриса Кийра Найтли, с която се запознава на снимачната площадка на филма „Гордост и предразсъдъци“. От 2013 г. има връзка с американската актриса, спортистка и модел Ейми Мълинс.

## Кариера
Дебютът му е през 2004 г. във филма „Развратникът“ с участието на Джони Деп в ролята на Джон Уилмът и Джон Малкович в ролята на Чарлз II. За изпълнението си печели награда „Сателит“ в категория „Изключителен нов талант“. През 2005 г. участва за пръв път в главна роля в драмата „Мисис Палфри в Клермон“. През същата година си партнира с Кийра Найтли и Джуди Денч във филма „Гордост и предразсъдъци“. През 2007 г. си партнира с Колин Фърт и Бен Кингсли във филма „Последният легион“, а през 2008 г. играе във военната драма „Момчето с раираната пижама“.
През 2009 г. играе ролята на Алберт фон Сакс-Кобург-Гота в „Младата Виктория“. През 2010 г. дебютира като режисьор в късометражния филм „Стив“ и на театралната сцена в постановката „The Little Dog Laughed“. От 2012 г. играе ролята на агента на ЦРУ Питър Куин в сериала „Вътрешна сигурност“.

## Избрана филмография
- „Развратникът“ (2004)
- „Гордост и предразсъдъци“ (2005) като Джордж Уикъм
- „Мисис Палфри в Клермон“ (2005)
- „Луната и звездите“ (2007)
- „Извън закона“ (2007)
- „Последният легион“ (2007)
- „Територия на девици“ (2007)
- „Момчето с раираната пижама“ (2008)
- „Шери“ (2009)
- „Младата Виктория“ (2009) като Алберт фон Сакс-Кобург-Гота
- „Хлапето“ (2010)
- „Пет дни война“ (2011)
- „Вътрешна сигурност“ (сериал, 2012 – ) като Питър Куин
- „Звезди в късометражни филми“ (режисьор, сценарист и продуцент, 2012)
- „Към звездите“ (2013)
- „Нулевата теорема“ (2013)
- „Хитмен: Агент 47“ (2015) като Агент 47 / Агент 48
- „Френският бюлетин на Либърти, Канзас Ивнинг Сън“ (2021) като дил-сержант / актьор, играещ войник